# Helena Fuchsová
Helena Fuchsová (née Dziurová le 3 juin 1965 à Tábor, Tchéquie et morte le 14 mars 2021,) est une athlète tchèque spécialiste du 400 m, du 800 m et du 4 × 400 m. 

## Carrière

### Palmarès
| Date | Compétition                    | Lieu         | Résultat | Épreuve   | Performance   |
| ---- | ------------------------------ | ------------ | -------- | --------- | ------------- |
| 1993 | Championnats du monde          | Stuttgart    | 7e       | 4 × 400 m | 3 min 27 s 94 |
| 1995 | Championnats du monde en salle | Barcelone    | 2e       | 4 × 400 m | 3 min 30 s 27 |
| 1996 | Jeux olympiques d'été          | Atlanta      |          | 4 × 400 m | 3 min 26 s 99 |
| 1997 | Championnats du monde en salle | Paris-Bercy  | 3e       | 400 m     | 52 s 04       |
| 1997 | Championnats du monde en salle | Paris-Bercy  | 4e       | 4 × 400 m | 3 min 28 s 47 |
| 1997 | Championnats du monde          | Athènes      | 6e       | 400 m     | 50 s 66       |
| 1997 | Championnats du monde          | Athènes      | 5e       | 4 × 400 m | 3 min 23 s 73 |
| 1998 | Championnats d'Europe en salle | Valence      | 3e       | 400 m     | 51 s 22       |
| 1998 | Championnats d'Europe          | Budapest     | 2e       | 400 m     | 50 s 21       |
| 1998 | Championnats d'Europe          | Budapest     | 5e       | 4 × 400 m | 3 min 27 s 54 |
| 1998 | Coupe du monde des nations     | Johannesburg | 4e       | 400 m     | 50 s 40       |
| 1998 | Coupe du monde des nations     | Johannesburg | 5e       | 4 × 400 m | 3 min 26 s 34 |
| 1999 | Championnats du monde          | Séville      | 4e       | 4 × 400 m | 3 min 23 s 82 |
| 2000 | Championnats d'Europe en salle | Gand         | 3e       | 400 m     | 52 s 32       |
| 2000 | Jeux olympiques d'été          | Sydney       | 7e       | 4 × 400 m | 3 min 29 s 17 |
| 2001 | Championnats du monde en salle | Lisbonne     | 3e       | 800 m     | 2 min 01 s 18 |

### Records
| Épreuve    | Épreuve      | Performance   | Lieu     | Date |
| ---------- | ------------ | ------------- | -------- | ---- |
| 200 mètres | En plein air | 23 s 29       | Prague   | 1997 |
| 200 mètres | En salle     | 24 s 06       | Prague   | 2000 |
| 400 mètres | En plein air | 50 s 21       | Budapest | 1998 |
| 400 mètres | En salle     | 50 s 99       | Liévin   | 1998 |
| 800 mètres | En plein air | 1 min 58 s 56 | Sydney   |      |
| 800 mètres | En salle     | 1 min 58 s 37 | Liévin   | 2001 |